# Jukka Inkeri
Jukka Inkeri es un deportista finalndés que compitió en tiro con arco, en la modalidad de arco recurvo. Ganó una medalla en el Campeonato Mundial de Tiro con Arco al Aire Libre de 1975 y tres medallas en el Campeonato Europeo de Tiro con Arco al Aire Libre entre los años 1972 y 1976.

## Palmarés internacional
| Campeonato Mundial al Aire Libre | Campeonato Mundial al Aire Libre | Campeonato Mundial al Aire Libre | Campeonato Mundial al Aire Libre |
| Año                              | Lugar                            | Medalla                          | Prueba                           |
| -------------------------------- | -------------------------------- | -------------------------------- | -------------------------------- |
| 1975                             | Interlaken (Suiza)               | Medalla de bronce                | Equipo                           |
| Campeonato Europeo al Aire Libre |                                  |                                  |                                  |
| Año                              | Lugar                            | Medalla                          | Prueba                           |
| 1972                             | Walferdingen (Luxemburgo)        | Medalla de plata                 | Equipo                           |
| 1974                             | Zagreb (Yugoslavia)              | Medalla de bronce                | Individual                       |
| 1976                             | Copenhague (Dinamarca)           | Medalla de oro                   | Equipo                           |